# 寧州 (雲南省)
寧州（ねいしゅう）は、中国にかつて存在した州。晋代から南北朝時代にかけて、現在の雲南省一帯および貴州省西部に設置された。

## 概要
271年（泰始7年）、益州の建寧郡・興古郡・雲南郡と交州の永昌郡の合わせて4郡を分割して寧州が立てられた。283年（太康3年）、寧州が廃止され、益州に編入され、南夷校尉に管轄された。303年（太安2年）、再び寧州が置かれた。建寧郡の西部7県を分離して益州郡が立てられた。308年（永嘉2年）、益州郡が晋寧郡と改称され、牂牁郡を分割して平夷郡と夜郎郡が立てられた。寧州の地は成漢の李特に領有され、後に李寿により寧州の興古・永昌・雲南・朱提・越巂・河陽の6郡を分離して漢州とした。338年、牂牁・夜郎・朱提・越巂の4郡を分離して安州を置かれた。342年、安州を廃止して寧州に編入し、越巂郡を益州の属郡にもどされ、永昌郡を廃止した。347年（永和3年）、東晋の桓温が成漢を滅ぼすと、再び寧州が置かれた。
南朝宋のとき、寧州は建寧・晋寧・牂牁・平蛮・夜郎・朱提・南広・建都・西平・西河陽・東河陽・雲南・興寧・興古・梁水の15郡81県を管轄した。
南朝斉のとき、寧州は建平・南広・南朱提・南牂牁・梁水・建寧・晋寧・雲南・西平・夜郎・東河陽・西河陽・平蛮・興古・興寧・西阿・平楽・北朱提・宋昌・永昌・益寧・南犍為・西益・江陽・犍為・永興・永寧・安寧・東朱提・安上の30郡を管轄した。
554年（廃帝3年）、西魏により豳州が寧州と改称されると、南中の寧州は南寧州と称されるようになった。